# Dorcadion impressicolle
Dorcadion impressicolle är en skalbaggsart som beskrevs av Ernst Gustav Kraatz 1873. Dorcadion impressicolle ingår i släktet Dorcadion och familjen långhorningar. Inga underarter finns listade i Catalogue of Life.